# Yosef Itzhak Schneerson

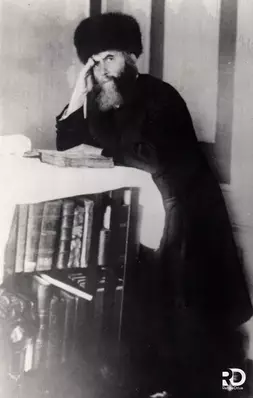
Rabbi Yosef Yitzchak Schneersohn în tinerețe

Yosef Itzhak Schneersohn (n. 28 iunie 1880, Liubavici⁠(d), Orsha Uyezd⁠(d), Mogilev Governorate⁠(d), Imperiul Rus – d. 28 ianuarie 1950, Chabad 770, New York, SUA) a fost un rabin american, al șaselea Rebbe al dinastiei hasidice Habad. De origine rusă, acesta s-a luptat în perioada țaristă și sovietică pentru prezervarea comunității iudeo-ortodoxe. Ulterior, a fost obligat de autoritățile comuniste să-și părăsească țara, locuind pentru o scurtă perioadă în Letonia și Polonia, stabilindu-se ulterior în Statele Unite, unde a reconstruit comunitatea hasidică Habad. A fost socrul rabinului Menachem Mendel Schneerson, care l-a succedat după moartea sa.

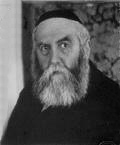
Rabinul în 1933